# Западный Цаво
За́падный Ца́во (англ. Tsavo West National Park) — один из старейших и крупнейших национальных парков в Кении. Расположен на юго-востоке Кении, к юго-западу от реки Ати, автомобильной дороги Найроби — Момбаса и железной дороги, до границы с Танзанией на юго-западе. К северо-восточной границе примыкает национальный парк Восточный Цаво. Национальный парк Цаво в бассейнах рек Ати и Цаво основан в апреле 1948 года, в Восточной и Прибрежной провинциях, в 1949 году разделён на Восточный и Западный Цаво в административных целях. Западный Цаво занимает площадь 9065 км². Вместе с Западным Цаво образует один из крупнейших национальных парков в мире и занимает площадь около 4 % всей территории страны. Управляется Службой охраны дикой природы Кении.
Ландшафт Западного Цаво — вулканический (потоки застывшей лавы, вулканические конусы), представлен полупустынным плато (высотой от 300 до 2500 м). Растительность — древесная саванна.

## Фауна
Является резерватом животных. Животный мир заповедника очень разнообразен. Здесь обитают: саванные слоны, чёрные носороги, обыкновенные бегемоты, африканские буйволы, различные виды антилоп и другие животные. Также на территории парка обитают более 450 видов птиц.
- Зебра Гранта
- Страус
- Река Цаво